# Кота (град)
Кота је град у Индији у држави Раџастан. Према незваничним резултатима пописа 2011. у граду је живело 1.001.365 становника.

## Становништво
Према незваничним резултатима пописа, у граду је 2011. живело 1.001.365 становника.
| 1991.   | 2001.   | 2011.     |
| ------- | ------- | --------- |
| 537.371 | 694.316 | 1.001.365 |